# 杨雪飞
杨雪飞（1980年？—），筆名為多边形和雪猹，是中國大陸湖北省武漢市出身的電子遊戲評論家，前篝火营地及IGN中国主編。

## 生平
1980年杨雪飞出生於武漢市，小時候接觸到雅達利主機，開始對家用游戏机產生興趣。中學時為了看懂英文和日文的遊戲劇情，自學大學英文課程和日語，曾代表學校參加湖北省的奥林匹克英语竞赛。高中畢業後，杨雪飞試過到快餐店和房地產公司打工，也試過與朋友創業開組裝電腦公司。工作之餘，杨雪飞在網絡上發表主機遊戲的評論，並獲得《游戏机实用技术》摘稿人「东方蜘蛛」的關注，在對方引薦下，杨雪飞於2003年10月前往深圳就職。杨雪飞在雜誌上開始使用「多边形」作為筆名。由於英文能力較佳，杨雪飞還被派往電子娛樂展採訪，是最早前往電子娛樂展的中國遊戲媒體人之一。
2010年杨雪飞離開《游戏机实用技术》，先後在騰訊和暢遊就職，2013年創立脱口秀《多嘴》。2014年家用游戏机入华，鼓舞了杨雪飞離職創立專注主機遊戲的媒體。當時投資人並不看好在中國發展主機遊戲的媒體，杨雪飞花了一年多時間也找不到投資。2014年6月藍港互動創始人王峰成立斧子科技打算開發一款家用遊戲機战斧F1，公司首席戰略官吴松在2015年10月認為战斧F1專案未必成功，於是決定離職，離開前向王峰推薦了杨雪飞。杨雪飞加入斧子科技後，擔任内容与社区运营中心負責人，2016年2月市場部負責人離職，杨雪飞兼任其職位。同年5月，杨雪飞負責战斧F1發佈會，战斧F1正式發售，大量玩家批評战斧F1的品質。8月16日，杨雪飞離開斧子科技。
2018年6月，電子娛樂展舉行之際，騰訊推出遊戲社區篝火营地，杨雪飞出任主編。2020年7月，騰訊獲得IGN中国營運權，杨雪飞兼任IGN中国主編。2024年9月6日，杨雪飞卸任篝火营地和IGN中国的主編職位。